# Пантелей Димитров
 Тази статия е за българския футболист.  За политика вижте Панталей Димитров.  
Пантелей Димитров – Лейката е български футболист, полузащитник.
Роден е на 2 ноември 1940 година. Играе последователно в клубовете ЦДНА (1958 – 1965), „Спартак“ – София (1965 – 1968) и „Спартак“ – Варна (1968 – 1972). Участва и в националния отбор, с който играе на Световното първенство в Чили през 1962 година.
Пантелей Димитров умира на 23 юни 2001 г.